# DE DE MOUSE
DÉ DÉ MOUSE（デデマウス）は、遠藤大介によるソロプロジェクト。日本の作曲家、編曲家、音楽プロデューサー、キーボーディスト、DJ。自身の曲のプログラミングやミキシング、映像もこなす。

## 概要
2005年頃から活動を始める。
2006年10月に新木場で行われたRAW LIFEに出演し、注目を集める。自主制作シングルCD-R「baby's star jam EP」を発表し、2006年冬にExT Recordingsより、1stアルバム『tide of stars』をリリース。
ポップで計算されたメロディと、民族音楽を基調とした不思議なエレクトリック・ヴォイスが話題となり、器楽曲の新人としてヒットする。このエレクトック・ヴォイスは、サンプリングされたボーカルトラックをバラバラに分解して、別のメロディを作り上げていくもので、『tide of stars』で確立された手法は本作以後、国内外問わず多くのフォロワーを生んだ。
2008年にavex entertainmentからメジャー・デビューとなる2ndアルバム『sunset girls』を発表。2010年に3rdアルバム『A journey to freedom』を発表。『伝説のオウガバトル』、『タクティクスオウガ』、『ファイナルファンタジータクティクス』等のキャラクターデザイナー／イラストレーターの吉田明彦をアートディレクターに起用。ちなみに吉田が所属会社以外の仕事を引き受けたのはこの『A journey to freedom』が初。
2009年4月、NHK教育『見えるぞ!ニッポン』のOPテーマに『A journey to freedom』から「like your magic」が使用される。
2011年より、プラネタリウムでのライブイベントを毎年行い、サンリオピューロランドで公演した、『キキ&ララ 星空の旅』のショー音楽を担当。パルテノン多摩の大階段でプロジェクションマッピングを用いたライブスタイルも展開。
2012年よりnot recordsを立ち上げ、以降作品は全て当レーベルからリリース。10月には4thアルバム『sky was dark』を発表。多摩ニュータウンを舞台にした本作は、MVも自身で手掛ける。OTOTOYの2012年のベストディスクに『sky was dark』が選ばれた。
2014年より毎年盆踊り大会を開催、ライブハウス／クラブ等の音楽を演奏する場を超えた活動も精力的に行なっている。
2015年12月2日、3年ぶりに5thアルバム『farewell holiday!』を発表。1940-50年代のオールディーズサウンドに焦点を当て、フルオーケストラサウンドを全て自身の打ち込みのみで作り上げられた。
2016年8月17日、ミニアルバム『summer twilight』を発表。盆踊りをテーマに作り上げ、劇団柿喰う客の女体シェイクスピア008『艶情☆夏の夜の夢』に全曲舞台音楽として使用された。
2017年4月12日発表の6thアルバム『dream you up』よりDE DE MOUSEからDÉ DÉ MOUSEへ表記を変更。
2018年6月よりNHKおかあさんといっしょに『きらららダンス』を提供。クラブ系アーティストとしては異例。
2018年8月、7thアルバム『be yourself』を発表。アートワークにポケモンカードのデザインなどで知られるTOKIYA SAKBA(7ZEL)を起用。タイトル曲「be yourself」のMVは、本人が監督と編集を務める。吉田凛音が出演。
2019年12月、8thアルバム『Nulife』発表。前作同様アートワークにTOKIYASAKBA(7ZEL)を起用。YouTubeでは街角でゲリラDJ生配信を行う「be yourself evening」改め「Nulife Groove」を定期的に行なっている。10月にはbeatmania IIDX 27 HEROIC VERSE に「Silly Love」を提供を機に「Wonderful Escape」や「Bitter & Lucky」など定期的に楽曲を提供。
2021年より様々なアーティストとコラボレーションを開始。
2022年6月よりLITE、映像作家JACKSON kakiと新プロジェクト『Fake Creators』スタート。
2023年9月よりジャズ・ヒップホップのビートメイカーShin-Skiとのチルビートプロジェクト『Tiny Griffi』をスタート。
2024年2月よりサーフチル / ローファイヒップホップのビートメイカーShimon Hoshinoと夢の中のメロディをテーマにしたファンタジックチルプロジェクト『Henryne Girls』をスタート。
近年ではワンダーエッグ・プライオリティや山田くんとLv999の恋をする等TVアニメの劇伴や、ユーレイデコのOPをクラムボンと共作で担当する等、アニメやゲームとの繋がりを深めている。
木村カエラ、MEG、9nine、Ayasaの楽曲提供をはじめ、大沢伸一、フルカワミキ、『ファイナルファンタジーIII』等、多数のリミックスを手がける。イギリス、フランス、カナダ、ドイツ、アメリカなど国内外のフェスへも多数出演。映像やファッションとの結びつきも強く、suzuki takayukiのショーの音楽から、ファッションブランドasics、オニツカタイガー、graniph、mean、galaxxxy、FRAPBOIS等とのコラボレーション、ファッション誌『装苑』のモデルも行っている。

## 音楽性
ポリフォニーを基調とした、多数の積み重なるメロディ展開と、細切れにカットアップされたサンプリングボイスの再構築によって作られる歌が最大の特徴。カットアップされる素材もチベット、インドネシア等の民族音楽から、子どもの声、ソウルのボーカル等幅広く、日本の夏をテーマにしている『faraway girl』や『to milkyway planet』、『summer twilight』では日本の囃子を取り上げている。この手法は多くのフォロワーを生む結果となり、このようなサンプリング・ヴォイスを使用された楽曲は「DE DE MOUSE的な」という形容が付くほど、認知度は高い。コード進行も複雑で、上記にある要素（メロディ・ヴォイス）も相まって独特の世界を作り上げている。5thアルバム『farewell holiday!』では、大胆に、全面打ち込みによる壮大なシネマティックジャズを披露している。
「キキ&ララの星空の旅」のショー音楽に見られるよう、近年ではミュージカル、サウンドトラック的なアレンジ構成も行っている。ライブ活動にも重きを置き、2008年からはバンド編成でのライブパフォーマンスを展開。ツインドラムのポリリズムと映像を加えた刺激的なステージから、クラリネット、フルート、ギター等を加えたメロディアスなステージ等、様々な形態でトラックメイカーとしてのライブパフォーマンスの幅を広げている。本人は自らの音楽をダンス・ミュージックでなく、シンセサイザーミュージック／ニューエイジ・ミュージックの派生と発言している。

## アルバム毎のテーマ

### フルアルバム
- 1st album 『tide of stars』
  - 宮沢賢治の『銀河鉄道の夜』にインスピレーションを受けた、ジョバンニがカムパネルラを連れ戻しに行く世界に生きる少年の物語[11]。

- 2nd album 『sunset girls』
  - 台風一過の夕暮れに夏祭りに向かう少女の物語。
  - 死後の世界に向かうという裏テーマが隠されていた[12]。

- 3rd album 『A journey to freedom』
  - 魔法が生きている世界、日々の退屈な生活から抜け出す少年達の物語[13]。

- 4th album 『sky was dark』
  - クリスマスの夜に遡る時間の中に閉じ込められてしまった、ある少女の物語。
  - ハンス・クリスチャン・アンデルセン童話の『マッチ売りの少女』をベースにしている[14]。

- 5th album 『farewell holiday!』
  - 季節を届ける役目に選ばれた子供たちが口ずさむおまじないの歌と、それを届けられた人たちが聴く音楽の物語[15]。

- 6th album 『dream you up』
  - もし80年代にインターネットがあったら、そしてその世界に生きる架空SFアニメの若いパイロット達の間で話題のヒットミュージック[2]。

- 7th album 『be yourself』
  - 普通の女子高生が学校帰りに見つけた見知らぬダイナーで、マスターからもらった店内BGMのプレイリストが本作という設定。翌日、その場所を訪れるがお店は見当たらず、この世にひとつしかないプレイリストだけが手元に残る。裏設定として、パラレルワールドの10代の自分に、このアルバムをこっそり届けに行く[16]。

- 8th album 『Nulife』
  - 「ゆあ」と名付けられた前作『be yourself』の女子高生と、「踊(ヨウ)」と名付けられた『Nulife』のジャケのダンサーとの出会いと別れがテーマ。下校中のゆあが、ダンスの練習をしているヨウに話しかけられたことにより、ダンスを通して様々な音楽と出会い、ふとした出来事をきっかけにヨウと別離をする。ヨウはダンスの化身であり、前作『be yourself』の時ジャケにいた鼠が擬人化した姿でもある。新美南吉の子供のすきな神様から構想を得ている[17]。

### ミニアルバム
- 2nd mini album 『faraway girl』
  - sunset girlsのスピンオフ、sunset girlsで少女が向かう死後の世界の視点から見た物語[12]。

- 3rd mini album 『to milkyway planet』
  - 特に語られていない。

- USB album 『planet to planet』
  - ある男の蒸発の旅から自身への帰還、偶然降り立った国立の街が舞台になっている[18]。

- 4th mini album 『summer twilight』
  - 明晰夢を見ている少女が、夢の中で理想の夏祭りを作り上げ、帰れなくなる物語[19]。

- 5th mini album 『via alpha centauri』
  - 銀河鉄道の夜のケンタウル祭のシーンを抜き出した作品。

## 人物
ジブリ作品のみならず東映／日本アニメーション時代からの高畑勲／宮崎駿／近藤喜文好きを公言しており特に『耳をすませば』には思い入れがある。好きが高じて『耳をすませば』の舞台であり日本アニメーションのスタジオがある聖蹟桜ヶ丘、多摩丘陵一帯を訪れている。
郊外の街並にインスピレーションを受けるようで「多摩ニュータウンのような郊外の美しい街並みに合うサウンドトラックを作って行きたい」らしい。
他にも水木しげる／つげ義春／白土三平等、ガロの漫画作品が好き。
キリンジの大ファン。お菓子好きで、特に駄菓子を好む。
本人曰く、身長は160.5cm。DE DE MOUSEの「DE」は本名のイニシャル(DAISUKE ENDO)、「MOUSE」はこの小柄な体型から来ているらしい。

## 作品

### シングルレコード
| 発売日        | タイトル                       | 規格品番   |
| ------------- | ------------------------------ | ---------- |
| 2017年3月29日 | DOWN TOWN/メトロポリタン美術館 | AQK-177266 |
| 2020年8月29日 | Nulife/Regret                  | NOT0028    |
| 2021年7月17日 | Neon Lightの夜 feat.一十三十一 | NOT0032    |
| 2020年4月23日 | Midnight Dew                   | NOT0036    |

### 配信限定
- 『555 is in your heart [YSST MIX 2008] REMIXED BY Y.SUNAHARA』（2008年）
- 『my favorite swing』（2009年7月）graniphとのコラボTシャツ購入者プレゼント・期間限定
- 『A journey to freedom remixes』（2010年）
- 『raven (raven night mix)』（2011年）※DIY STARS限定
- 『santa claus is coming to town (suburbia christmas session)』（2012年12月24日） ※クリスマス限定フリーダウンロード
- 『キキ&ララ 星空の旅 サウンドトラック』（2013年） ※OTOTOY限定
- 『sleigh ride』（2013年） ※12月23日から12月27日までの限定配信
- 『my favorite things (suburbia midnight session)』 （2013年12月25日）※クリスマスの深夜に1時間限定フリーダウンロード
- 『 santa claus is coming to town』（2014年） ※12月23日から12月27日までの限定配信
- 『let it snow』（2015年） ※12月23日から12月27日までの限定配信
- 『winter wonderland』（2016年）※12月23日から12月27日までの限定配信

### 配信限定シングル
| 発売日         | タイトル                                                                         |
| -------------- | -------------------------------------------------------------------------------- |
| 2015年6月3日   | dirt kart 2 shots knuckle / DE DE MOUSE+Drumrolls                                |
| 2019年6月7日   | Pot of Peas / Chip Tanaka & DE DE MOUSE                                          |
| 2020年1月31日  | baby's star jam (Edit 001)                                                       |
| 2020年2月14日  | love destination (Edit 002)                                                      |
| 2020年4月24日  | my favorite swing (Edit 003)                                                     |
| 2020年5月11日  | be yourself (Edit 004)                                                           |
| 2020年6月5日   | Magic (Edit 005)                                                                 |
| 2020年7月24日  | next to you (Edit 006)                                                           |
| 2020年12月11日 | Demonstration 1                                                                  |
| 2021年6月29日  | Neon Lightの夜 / DE DE MOUSE, TANUKI & 一十三十一                                |
| 2021年11月25日 | Here For You / Kizuna AI, DE DE MOUSE                                            |
| 2021年12月10日 | Midnight Dew / DE DE MOUSE, ぷにぷに電機                                         |
| 2022年4月20日  | Step in Step in / DE DE MOUSE, YonYon                                            |
| 2022年5月18日  | プレ・ロマンス / DE DE MOUSE, SASUKE                                             |
| 2022年6月22日  | Nuovo Paradiso / DE DE MOUSE, Serph                                              |
| 2022年7月4日   | 1,000,000,000,000,000,000,000,000 LOVE / クラムボン, DE DE MOUSE, ユーレイ探偵団 |
| 2022年7月6日   | Lemon Man (DE DE MOUSE remix) / sankara & DE DE MOUSE                            |
| 2022年7月6日   | When You Fake Sleep / Fake Creators, LITE & DE DE MOUSE                          |
| 2022年7月22日  | FAKE / Fake Creators, LITE & DE DE MOUSE                                         |
| 2022年8月10日  | Disco Revenge / DE DE MOUSE, AZK                                                 |
| 2022年8月22日  | SMILE SPLASH!! / DE DE MOUSE, パソコン音楽クラブ & 釘宮理恵                      |
| 2022年8月24日  | Projection (DE DE MOUSE Star Child Mix) / 岸本亮, DE DE MOUSE                    |
| 2022年9月7日   | Her Footwork / Fake Creators, LITE & DE DE MOUSE                                 |
| 2022年10月5日  | Fake Dub Melodies / Fake Creators, LITE & DE DE MOUSE                            |
| 2023年2月1日   | Far Dreams feat. 柯泯薰 / Fake Creators, LITE & DE DE MOUSE                      |
| 2023年2月2日   | As You Feel / DE DE MOUSE, WaMi                                                  |
| 2023年3月1日   | Chain feat. 柯泯薰 / Fake Creators, LITE & DE DE MOUSE                           |
| 2023年3月22日  | Life, Dream, Love feat. Oh Jieun, 姫神 / DAISHI DANCE, DE DE MOUSE               |
| 2023年4月5日   | Ready To Say Goodbye feat. 柯泯薰 / Fake Creators, LITE & DE DE MOUSE            |
| 2023年4月19日  | MAGICAL DREAM / DE DE MOUSE, YUC'e                                               |
| 2023年7月5日   | Seek Out My Rabbit / DE DE MOUSE, WaMi                                           |
| 2023年7月19日  | Sparkler Girl / DE DE MOUSE, maeshima soshi                                      |
| 2023年8月4日   | Memory Lane / DE DE MOUSE, maeshima soshi                                        |
| 2023年8月30日  | Tuesday Butterfly (feat. 柯泯薰) / Fake Creators, LITE & DE DE MOUSE             |
| 2023年9月27日  | Ray Of Lie / MOTTO MUSIC, DE DE MOUSE, Such                                      |
| 2023年10月18日 | Noisy Love / DE DE MOUSE, Mandark                                                |
| 2023年11月1日  | Star Racer / Fake Creators, LITE & DE DE MOUSE                                   |
| 2023年11月15日 | Sugar Boy / DE DE MOUSE, WaMi                                                    |
| 2023年11月22日 | Merry Go Round / Mandark, DE DE MOUSE & Crystal Tea                              |
| 2023年12月15日 | 椿 Flowering / Tiny Griffi, DE DE MOUSE & Shin-Ski                               |
| 2023年12月29日 | Little Lazy Princess / 夢ノ結唱 POPY & DE DE MOUSE                               |
| 2024年1月5日   | 流れ星のDarling / 夢ノ結唱 ROSE & DE DE MOUSE                                    |
| 2024年1月19日  | 椿 Night Flowering - EP / Tiny Griffi, DE DE MOUSE & Shin-Ski                    |
| 2024年1月31日  | Boogie Night / DE DE MOUSE & AZK                                                 |
| 2024年2月9日   | Ferris Parade / Henryne Girls, DE DE MOUSE, Shimon Hoshino                       |
| 2024年2月23日  | Goodbye, Snow / Henryne Girls, DE DE MOUSE, Shimon Hoshino                       |
| 2024年3月6日   | watch me / DE DE MOUSE, SKYTOPIA, Sincere                                        |

### 劇伴
- サンリオピューロランド『キキ&ララ 星空の旅』ショー音楽（2013年6月より公開）
- 短編映画『ノアの箱車』 テーマソング及び劇中曲（2013年10月より公開）
- 劇団柿喰う客 女体シェイクスピア008『艶情☆夏の夜の夢』 summer twilight全曲使用（2016年8月より公開）
- iOS・Android用ゲームアプリ 『WORLD FLIPPER』（2019年11月の配信より継続中）
- テレビアニメ『ワンダーエッグ・プライオリティ』（2021年1月放送、ミトと共同）
- テレビアニメ『山田くんとLv999の恋をする』（2023年4月放送、ミトと共同）

### プロデュース
- 長崎放送 クロージングBGM（2005年）
- 東京プリン『TOKYO PUDDING presents TOKYO SOUND SCAPES/V.A』「TOKYO HELLO GOOD-BYE」作曲 & プロデュース（2007年）
- 木村カエラ『+1』「Humpty Dumpty」提供（2008年4月）
- スズキタカユキ ファッションショー "2008 spring-summer collection" 音楽プロデュース（2008年）
- NHK教育『見えるぞ!ニッポン』OPテーマ「like your magic」（2009年4月）
- J-WAVE『PARADISO』ジングル担当（2009年5月）
- MTV 『MTV VIDEO MUSIC AWARDS JAPAN 2013』CM（2013年6月）
- MEG『CONTINUE』「CONTINUE」提供（2013年12月）
- NHK教育 天てれドラマ『東京特許許可局』音楽（2014年4月）
- U-zhaan『Tabla Rock Mountain』 「Flying Nimbus」（2014年10月）
- YYoYY『夜空に鍵穴』 「わいわいおーわいわい」（2015年11月）
- Ayasa『回転木馬の惑星』「CRONICLE II」（2016年6月）
- JR東日本 新幹線YEAR2017「みんなでつくる新幹線　青森」CM音楽担当 （2017年7月）
- 9nine『SunSunSunrise/ゆるとぴあ』「ゆるとぴあ」（2017年8月）
- 吉田凛音『Re-RINNE』「STAY FOOL!!」 （2017年8月）
- テレビ東京しまじろうのわお!『エチケットマン』※藤井隆ボーカル（2017年9月）
- フォルクスワーゲン・up!『thanks tracks』（2017年12月）
- 養命酒『MAKE ME WARM』※藤井隆プロデュース　乙葉ボーカル（2017年12月）
- 西恵利香『Lonely Night』「soirée」（2017年12月）
- 吉田凛音『RINNECTION』「SEVENTEEN」（2018年4月）
- NHK Eテレ おかあさんといっしょ『きらららダンス』（2018年6月）
- ソフトバンク「ウルトラギガモンスター＋（プラス） ♯リミッターをはずせ」2018年8月）
- カネボウ 「カネボウ デュウ DEW 18AW モイストリフトエッセンス」2018年10月）
- キズナアイ『meet you』（2018年12月）
- 鈴木京香『dress-ing』「わたしの左岸」（2019年2月）
- beatmania IIDX 27 HEROIC VERSE『Silly Love』（2019年10月）
- DANCERUSH STARDOM 『Crazy For You』（2020年8月）
- beatmania IIDX 29 CastHour 『Wonderful Escape』（2021年10月）
- ∴ ［yueni］『Darling! アブダク🛸 Me! （feat. MIMI）』（2022年5月）
- 電音部 『Sweet Illusion』※白金煌（CV:小宮有紗）ボーカル（2022年10月）
- femme fatale 『step into / dang dang love』（2022年12月）
- Sean Oshima 『きれいごと』（2023年3月）
- IDOLiSH7 『Day/Night Disco』（2023年6月）
- 学園アイドルマスター『Feel Jewel Dream』※有村麻央（CV:七瀬つむぎ）ボーカル（2024年9月）

### コラボレーション
- FRAPBOIS
  - A/W Collection "SILK ROAD" 『star gazer』 「via alpha centauri」 (2017年3月)
  - S/S Collection "NIGHT ON THE GALACTIC RAILROAD" 『festa de centauri』 「via alpha centauri」 (2018年1月)
- Anamanaguchi『pump it up』「dream you up」 (2017年4月)
- フォルクスワーゲン・up!『thanks tracks』「thanks tracks」 (2017年12月)
- 養命酒『MAKE ME WARM』 ※藤井隆プロデュース (2017年12月)
- Mili『with Billion Wonderful of <3』 「Millennium Mother」 (2018年4月)
- Yackle『Feel Me feat.DÉ DÉ MOUSE & 三阪咲』「FRANK THROW」(2019年3月)
- ミソシタ『Soul Flag』「We are Virtual」(2019年4月)
- Primula
  - 『Make My Day』「GONE」(2019年5月)
  - 『Back In The Day feat.DÉ DÉ MOUSE & ONJUICY』
- Chip Tanaka a.k.a. 田中宏和「Peas Chips EP」(2019年6月)
- Serph「DREAMNAUTS EP」(2019年10月)
- LITE
  - 「Samidare」(2021年5月)
  - 「Minatsuki Sunset」(2021年7月)
- 一十三十一, TANUKI
  - 「Neon Lightの夜」 (2021年6月)
  - 「Neon Lightの夜 (Dance Mix)」 (2021年9月)
- GOMESS, Yackle 「選択肢D」(2021年9月)
- Kizuna AI 「Here for you EP」 (2021年11月)
- ぷにぷに電機
  - 「Midnight Dew」 (2021年12月)
  - 「Midnight Dew (Dance Mix)」 (2022年2月)
- YonYon 「Step in Step in」(2022年4月)
- SASUKE 「プレ・ロマンス」(2022年5月)
- Serph 「Nuovo Paradiso」(2022年6月)
- クラムボン, ユーレイ探偵団 「1,000,000,000,000,000,000,000,000 LOVE」(2022年7月)
- Fake Creators, LITE
  - 「When You Fake Sleep」(2022年7月)
  - 「FAKE EP」(2022年7月)
  - 「Her Footwork」(2022年9月)
  - 「Figure LP」(2022年11月)
- AZK 「Disco Revenge」(2022年8月)
- パソコン音楽クラブ, 釘宮理恵 「SMILE SPLASH!!」(2022年8月)
- WaMi 「Daylight & Night」(2022年9月)
- OuiOui, Hylen「Love All Day」(2023年1月)
- Fake Creators, LITE, Misi Ke
  - 「Far Dreams」 (2023年2月)
  - 「Chain」 (2023年3月)
  - 「Ready To Say Goodbye」(2023年4月)
- WaMi 「As You Feel」 (2023年2月)
- DAISHI DANCE, 姫神, Oh Jieun 「Life, Dream, Love」(2023年3月)
- YUC'e 「MAGICAL DREAM」(2023年4月)
- 一十三十一 「Love Groovin'」 (2023年5月)
- ハレトキドキ 「Day Dream Love」 (2023年6月)

### カバー
- デデマウスと本名陽子 「カントリー・ロード」『キラキラジブリ』（2008年）
- DE DE MOUSE & YUKA (moumoon) 「ルージュの伝言」『DOWNTOWN』（2008年）
- DE DE MOUSE & コトリンゴ「メトロポリタン美術館」『DOWNTOWN』（2008年）
- DE DE MOUSE & 一十三十一「DOWN TOWN」『DOWNTOWN』（2008年）
- DE DE MOUSE & 手島葵 「Melodies of Life」 『Final Fantasy Tribute ~Thanks~』（2012年）
- デデマウスとこどもたち 「ミッキーマウス・マーチ」 『MORE! Electronic Disney Music』（2014年）

### REMIX
- KAADA『Music for Moviebikers』「mainstreaming (feeble sun mix)」(2006年)
- チミドロ『みんなのうた』「999回裏 (before becoming a fighter mix) 」(2007年)
- amtm『恋はビヨーン』「恋はビヨーン (night comes around mix)」(2007年)
- FQTQ『Funky Weapon』「the guitar sings (dawn wanderer mix)」(2007年)
- V.A.
  - 『POP UP!』「can't take my eyes off of you (DE DE MOUSE remix)」 remix(2007年)
  - 『Love SQ』「FINAL FANTASY III "悠久の風 (migratory birds mix)"」(2009年1月25日)
  - 『SQ TRAX』「FINAL FANTASY III "悠久の風 (fly away birds mix)"」(2011年4月) ※アナログオンリー。
- 大沢伸一『The One＋』「Our Song (song & you mix)」(2008年8月27日)
- UT ×ravex remix参加 『Believe in LOVE(DE DE MOUSE acid on you mix) 』※配信限定
- フルカワミキ 『Bondage Heart- Remixes』「b.b.w. (star & you mix)」 (2009年5月17日)
- LOW IQ 01『DIS IT』「Your Color (walk on your color mix)」(2011年1月12日)
- LITE 『Rabbit』「Image Game (4＋1 mix)」(2011年3月31日) ※アナログオンリー
- Donnis 『Nippon Sounds』「Gone (before gone mix by DE DE MOUSE)」(2011年7月) ※フリーダウンロードアルバム
- 東京スカパラダイスオーケストラ 『Sunny Side of the Street』「Twinkle Star (sail away mix by DE DE MOUSE)」(2011年8月3日)
- ★STAR GUiTAR 『Blind Carbon Copy』「Future (umber-evergreen mix by DE DE MOUSE)」(2011年8月3日)
- bonobos 『Go Symphony!』「Go Symphony! (symphony again mix by DE DE MOUSE)」(2011年9月7日)
- →Pia-no-jaC← 『jaCked!』「熊蜂の飛行 (remix by DE DE MOUSE)」(2012年1月18日)※ヴィレッジヴァンガード限定
- 中村一義『6 Remix'n Birds』「ジュビリー (you & me mix by DE DE MOUSE)」(2012年3月28日)
- The Selected of DE DE MOUSE Favorites Performed by 六弦倶楽部 『Vol.01』「人生のメリーゴーランド (wither & bloom mix by DE DE MOUSE)」(2013年3月20日)
- ICE 『HIGHER LOVE ~ 20th Anniversary Best』「MOON CHILD (DE DE MOUSE 20 nostalgia mix)」(2013年9月11日)
- BROKEN HAZE 『Vital Error』「Armored Unicorns (DE DE MOUSE wave swinger mix)」(2013年11月2日)
- 東京カランコロン 『恋のマシンガン』「恋のマシンガン (DE DE MOUSE layered syncopation mix) (2014年5月14日)
- 下條慧 feat. 林あさ希『末光篤 presents「Super Private Lesson」supported by 日本工学院専門学校』「please don't leave me（DE DE MOUSE dw mix」(2016年1月20日)
- TETSUYA 「lonely girl DE DE MOUSE Remix」(2016年9月7日)
- 吉田凛音 「りんねラップ (DE DE MOUSE high school state mix)」 (2017年3月15日)
- モンスターストライク
  - 「獣神化「火」SSボイス〜 DÉ DÉ MOUSE Remix〜【モンスト公式】」(2018年3月19日)
  - 「獣神化「水」SSボイス〜 DÉ DÉ MOUSE Remix〜【モンスト公式】」(2018年5月21日)
  - 「獣神化「木」SSボイス〜 DÉ DÉ MOUSE Remix〜【モンスト公式】」(2018年6月17日)
  - 「獣神化「光」SSボイス〜 DÉ DÉ MOUSE Remix〜【モンスト公式】」(2018年10月26日)
  - 「獣神化「闇」SSボイス〜 DÉ DÉ MOUSE Remix〜【モンスト公式】」(2019年3月26日)
  - 「【作業用BGM】モンストBGM lo-fi hiphop remix by DÉ DÉ MOUSE」(2020年1月29日)
  - 「轟絶」SSボイス〜 DÉ DÉ MOUSE Remix〜【モンスト公式】」(2021年9月15日)
  - 「轟絶　異形なる停滞者」SSボイス〜 DÉ DÉ MOUSE Remix〜【モンスト公式】」(2022年8月31日)
- THE BEATNIKS「シェー・シェー・シェー・DA・DA・DA・Yeah・Yeah・Yeah・Ya・Ya・Ya (DÉ DÉ MOUSE Remix)」(2018年8月1日)
- ONEPIXCEL「monochrome (DÉ DÉ MOUSE Remix)」(2018年8月8日)
- kolme「Hello No Buddy (DÉ DÉ MOUSE Remix)」(2018年10月29日)
- avengers in sci-fi「Hooley For The World (DÉ DÉ MOUSE Remix) 」(2018年11月7日)
- アイドルマスター ミリオンライブ！「THE IDOLM@STER LIVE THE@TER PERFORMANCE Remix CD 06」（2021年3月26日）
  - 「マイペース☆マイウェイ（DÉ DÉ MOUSE Remix）」
  - 「ちいさな恋の足音（DÉ DÉ MOUSE Remix）」
  - 「Get My Shinin'（DÉ DÉ MOUSE Remix）」
  - 「ハートウォーミング （DÉ DÉ MOUSE Remix）」
  - 「オリジナル声になって（DÉ DÉ MOUSE Remix）」
  - 「あのね、聞いてほしいことがあるんだ（DÉ DÉ MOUSE Remix）」
  - 「Snow White（DÉ DÉ MOUSE Remix）」
- ハレトキドキ 「ユーロビートをとめないで (DÉ DÉ MOUSE Remix)」(2021年9月22日)
- sankara 「Lemon Man (DÉ DÉ MOUSE Remix)」(2022年7月6日)
- 岸本亮  「Projection (DÉ DÉ MOUSE Star Child Mix)」(2022年8月24日)
- Lafuzin 「都会ガール (DÉ DÉ MOUSE 都会1988 Mix)」(2022年11月16日)

### オムニバス
| 発売日         | タイトル                                       | 規格品番      | 収録曲                                            |
| -------------- | ---------------------------------------------- | ------------- | ------------------------------------------------- |
| 2007年02月07日 | PARTY BOX                                      | CCRM-2001     | pulsing notes changes dancing horse(未発表曲)     |
| 2007年02月17日 | 20001 IN SOUND PRESENTS "ELECTRO DYNAMIC VOL.2 | 20003         | baby's star jam                                   |
| 2007年06月23日 | ELECTRO DYNAMIC ESSENTIAL                      | EXT-0003      | baby's star jam                                   |
| 2007年         | TRICK POP                                      |               | sing with my tapes rats walks my forehead, slowly |
| 2007年12月19日 | White Album                                    | LWCD-6        | boy around the world (original version)(未発表曲) |
| 2008年9月17日  | Francfranc's BEST Honey Dance                  | PRPH-5044     | light night dance -Shinichi Osawa Remix           |
| 2010年4月7日   | HOUSE NATION 3rd Anniversary                   | AVCD-38061    | light night dance (Shinichi Osawa Remix)          |
| 2010年5月19日  | POP LIFE mixed by DJ Mike-Masa                 | STBC-003      | light night dance remixed by HALFBY AND WALKMAN   |
| 2011年7月6日   | J-CLUB In The Mix/DJモンチッチ                 | THPK-004      | my favorite swing                                 |
| 2011年12月14日 | Happy Holidays! 〜CITY POPS COVERS〜           | AQCD-50628    | DOWN TOWN                                         |
| 2012年3月14日  | MOGRA MIX mixed by DJ WILD PARTY               | TOCP-64404    | new town romancer                                 |
| 2012年3月28日  | ココロストレッチ~HEALING                       | AQCD-50659    | double moon song                                  |
| 2017年5月12日  | JACK DANIEL'S Experirnce 2017 Japan            | AQC1-77291～2 | dream you up                                      |

## 主な出演フェス
- RAW LIFE 新木場（2006）
- ボロフェスタ（2007-2011）
- 音霊 OTODAMA（2008-2015）
- 朝霧JAM（2008）
- COUNTDOWN JAPAN 東京,大阪（2008）東京（2011）
- TAICOCLUB（2009-20101）
- 渚音楽祭大阪 （2009）東京（2011）
- フジロックフェスティバル
  - ホワイトステージ（2009）
  - レッドマーキー（2012/2017/2022）
- L'Expérience Japonaise 2009 Nîmes Biennale（2009・France）
- The Great Escape Brighton（2009）
- Stag And Dagger London（2009）
- Futuresonic in Manchester（2009）
- Paris“TIME”（2009）
- 音泉温楽（2009- ）
- Luminate 2010 in Canada （2010）
- RISING SUN ROCK FESTIVAL（2010）
- りんご音楽祭 （2010-2013）
- neutralnation（2010-2012）
- SYNCHRONICITY（2011,2012,2014）
- GREENROOM FESTIVAL（2011,2015）
- Sónar Tokyo（2011）
- FAMILY & FRIENDS in German（2011）
- GOOUT CAMP（2012,2018）
- Star Fes 2013 ／Star Floor
- JOIN ALIVE（2013）
- RUSH BALL ／ATMC（2013）
- PINK sensation（2014,2017）
- SXSW America（2016）
- BAYCAMP 2016 TGIF（2016）
- TOKYO DESIGNERS WEEK 2016（2016）
- MUTEK.JP（2017）
- ULTRA JAPAN（2017）
- LA MAGNIFIQUE SOCIETY FESTIVAL in France（2017）
- YATSUI FESTIVAL!（2017,2018）

## ミュージックビデオ
| 監督                           | 曲名 |
| 岩井天志                       | 「east end girl (keeps singing)」                                                                                              |
| 上田真紀子(MAKIKO UEDA)        | 「get you back (live 2017)」「journey to freedom (mousetrap 2009)」「light night dance」「my favorite swing (mousetrap 2009)」 |
| DAISUKE ENDO a.k.a DÉ DÉ MOUSE | 「floats & falls」「milkyway planet」「be yourself」                                                                           |
| 河野未彩                       | 「baby's star jam」 |
| BAB                            | 「remember night」「friday comers」「my favorite swing」                                                                       |
| 北千住デザイン & BAB           | 「get you back α」 |
| 北千住デザイン                 | 「get you back β」 |
| 不明                           | 「supernova girl」「rats walks my forehead,slowly」                                                                            |